# Eucriotettix dyscheres
Eucriotettix dyscheres är en insektsart som beskrevs av Günther, K. 1939. Eucriotettix dyscheres ingår i släktet Eucriotettix och familjen torngräshoppor. Inga underarter finns listade i Catalogue of Life.